# Château de Montcla
Le château de Montcla est situé dans la commune de Saint-Geoire-en-Valdaine, en France.

## Situation
Le château de Montcla est situé dans la commune de Saint-Geoire-en-Valdaine, dans le département de l'Isère et la région Auvergne-Rhône-Alpes. 

## Description
Le château de Montcla, situé au centre du village, a été construit avec les pierres morainiques calcaires des glaciers qui creusèrent la vallée de l'Ainan.
le château abrite désormais la mairie et l'école communale. La grande salle où se déroulent les mariages et les réunions du conseil municipal a conservé ses boiseries et le mobilier d'origine[réf. souhaitée].

## Historique
Le château était une commanderie templière. À partir de 1307 jusqu'en 1734, il devint abbaye de sœurs bénédictines, abbaye consacrée à Saint André.